# Målad guldsköldpadda
Målad guldsköldpadda (Chrysemys picta) är en sköldpaddsart som beskrevs av  Schneider 1783. Målad guldsköldpadda ingår i släktet Chrysemys, och familjen kärrsköldpaddor. IUCN kategoriserar arten globalt som livskraftig.
Målad guldsköldpadda förekommer i södra Kanada och i stora delar av USA. Den föredrar grunda stilla eller långsamt rinnande vatten med riklig vegetation, men den är ganska anpassningsbar och kan leva i många olika typer av permanenta eller tillfälliga vattensamlingar. Till sin natur är den en omnivor, allätare, som både äter smådjur och växtdelar.
Utseendet och storlek varierar en del då arten har ett stort utbredningsområde och indelas i fyra underarter. Honorna blir större än hanarna, och de största honorna kan mäta omkring 25 centimeter. För hanarna är omkring 15 centimeter mer vanligt. 
Arten befinner sig under årets kalla månader i dvala, men den vaknar påfallande tidigt, redan vid vattentemperaturer lägre än 8 °C.

## Underarter
Arten delas in i följande underarter:
- C. p. picta
- C. p. bellii
- C. p. dorsalis
- C. p. marginata

## Utbredning
Målad guldsköldpadda förekommer i södra Kanada och i stora delar av USA. Nedan visas en utbredningkarta med utbredningen för underarterna.

Utbredning för målad guldsköldpadda (C. picta)
Nationsgränser i mörkgrått
Gränser mellan delstater och provinser i vitt
Mörkblått markerar större floder
C. p. picta
C. p. marginata
C. p. dorsalis
C. p. bellii
Överlappande utbredning (endast större områden)
C. p. picta och C. p. marginata
C. p. picta och C. p. dorsalis
C. p. marginata och C. p. bellii